# 明尼蘇達大學校友
此表列出明尼蘇達大學的校友：

## 諾貝爾獎得主

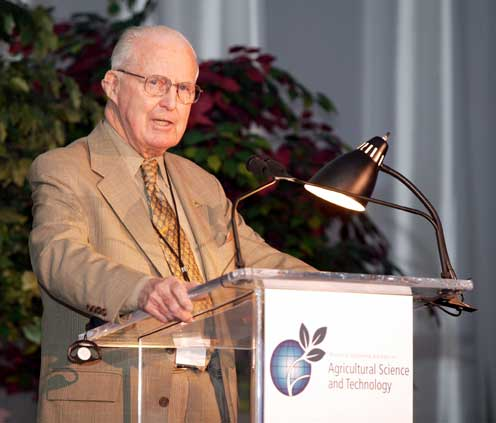
諾曼·布勞格

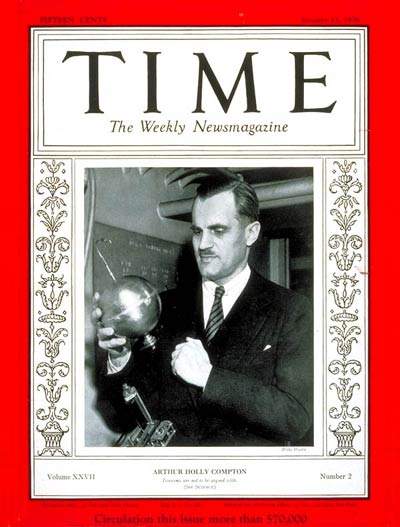
阿瑟·康普頓

- 阿瑟·康普頓，物理系講師(1917) - 1927年諾貝爾物理學獎
- 歐內斯特·勞倫斯，物理碩士學位(1923) - 1939年諾貝爾物理學獎
- 約翰·巴丁，任教於物理系(1938-1941) - 在1956年及1972年2次獲得諾貝爾物理學獎
- 沃爾特·布喇頓，物理博士學位(1929) - 1956年諾貝爾物理學獎
- 約翰·凡扶累克，任教於物理系(1923-28) - 1977 諾貝爾物理學獎
- 菲利普·肖瓦特·亨奇(1896-1965)，梅約診所醫生(1923–1965), 任教於梅約基金會(1928-1965)[1][2] - 1950年諾貝爾生理學或醫學獎
- 愛德華·卡爾文·肯德爾，任教於梅約基金會生物化學系(1914-1951)[3] - 1950年諾貝爾生理學或醫學獎
- 梅爾文·卡爾文，化學博士學位(1935) - 1961年諾貝爾化學獎
- 諾曼·布勞格(1914 - 2009)，森林學學士學位(1937);植物病理學碩士學位 (1939)及 博士學位(1942) - 1970年諾貝爾和平獎
- 威廉·利普斯科姆，任教於化學系(1946-1959) - 1976 諾貝爾化學獎
- 索爾·貝婁，任教於英文系(1946) - 1976 諾貝爾文學獎
- 米爾頓·傅利曼，任教於經濟系(1945-1946) - 1976 諾貝爾經濟學獎
- 喬治·斯蒂格勒，任教於經濟系(1938-46) - 1982 諾貝爾經濟學獎
- 愛德華·路易斯，生物統計學碩士學位(1939) - 1995年諾貝爾生理學或醫學獎
- 保羅·博耶，任教於生物化學系(1945-1963) - 1997 諾貝爾化學獎
- 路易斯·路伊格納洛，藥學博士學位(1966) - 1998年諾貝爾生理學或醫學獎
- 丹尼爾·麥克法登，物理學士學位(1957)，物理系講師(1923-28), 經濟學博士學位(1962) - 2000年諾貝爾經濟學獎
- 愛德華·普雷斯科特，任教於經濟系(1980-2003) - 2004 諾貝爾經濟學獎
- 里奧尼德·赫維克茲，任教於經濟系(1951–2008) - 2007 諾貝爾經濟學獎
- 托瑪斯·薩金特，任教於經濟系(1971–1987) - 2011 諾貝爾經濟學獎
- 克里斯多福·西姆斯，任教於經濟系(1970–1990) - 2011 諾貝爾經濟學獎
- 布莱恩·克比尔卡，1977年于明尼苏达大学德鲁斯分校（UMD）取得本科学位-2012 诺贝尔化学奖
- 拉尔斯·彼得·汉森，博士班畢業 - 2013 诺贝尔經濟學奖
- 羅勃·席勒，任教於經濟系(1972-1974) - 2013 诺贝尔經濟學奖
- 巴布·狄倫，肄業 - 2016 諾貝爾文學獎

## 政治與外交界
- 休伯特·漢弗萊，第38任美國副總統，1968年美國民主黨總統候選人
- 沃爾特·蒙代爾，第42任美國副總統，1984年美國民主黨總統候選人
- 威廉·米歇爾（英语：William D. Mitchell），第54任美國司法部長，第18任美國訟務次長
- 尼克·克萊格，現任英國副首相與自由民主黨主席
- 阿兹敏阿里，现任马来西亚国际贸易及工业部高级部长
- 彭淮南，現任中華民國中央銀行總裁
- 蓋爾·哈爾德，曾任冰島總理、財政部長、外交部長
- 尼克·貝吉奇，曾任阿拉斯加州美國眾議員
- 權五奎，曾任韓國代總理、副總理兼財經部長官、韓國駐OECD大使、韓國駐IMF代理大使
- 奧爾登·克勞森，前世界銀行行長
- 蔣彥士，曾任中華民國教育部長、外交部長、總統府秘書長、總統府資政
- 孫明賢，財團法人二十一世紀基金會執行長，曾任中華民國無任所大使、亞蔬—世界蔬菜中心理事長、中華民國中央銀行理事、行政院農業委員會主任委員

## 商業界
- 托馬斯·斯塔格斯，迪士尼董事長
- 阿恩·索倫森，知名跨國酒店管理公司萬豪國際執行長
- 藺常念，香港富昌金融集團創辦人兼總經理
- 約瑟夫·朱蘭，美國著名品質管理學者

## 學術界
- 盧鶴紱，中国核能之父，英国剑桥国际传记中心授予"20世纪成就奖"，美国传记研究院授予"国际承认奖"，先后载入英国剑桥传记中心的《国际传记辞典》和美国传记研究院的《世界五千人物》《五百权威领导人》
- 戴運軌，臺灣物理學之父。參與创建台灣大學物理系。参与筹建新竹清华大学，并创建该校原子科学研究所。参与筹建台湾中央大学，创建该校地球物理研究所。创立台湾自然科学促进会和物理学会，创办了《物理学刊》和《地球物理学报》。对台湾物理發展有杰出贡献
- 湯定元，物理學家，中國紅外物理的奠基人，紅外技術的創建人，半導體學科和半導體光電器件的開拓者
- 吳大峻，現任哈佛大學應用物理學教授，台灣中央研究院院士，Dannie Heineman數學物理獎得主。楊振寧先生的學生，合作者。兩人在長達半個多世紀的合作中，在統計力學、量子場論及高能物理等領域做出不少重要的工作。
- 査谦，物理學家，教育家，華中工學院（華中科技大學）第一任院長，創建武汉大学物理系
- 周世勋，复旦大学教授、中国物理学会理事、上海市物理学会第五届理事长
- 陶文铨，西安交通大学教授，中国科学院院士，中国传热领域的领军人物
- 林芳華，美國華人數學家，美國紐約大學科朗數學研究所西佛教授，美國文理科學院院士，陳省身獎得主（第三屆世界華人數學家大會）
- 山邊英彥，日本數學家，解決希爾伯特第五問題
- 雷鼎鳴，香港科技大學經濟學系教授、經濟學系主任
- 田国强，中国留美经济学会会长，《华尔街电讯》列为中国大陆十大最具影响力的经济学家之一
- 洪德生，台灣經濟研究院院長，曾任台北市政府財政局局長，財政部稅制委員會委員
- 潘鍾祥，中國石油地質學家，北京大學教授，中國石油地質學開創者之一
- 王璡，化學家，中國分析化學與中國化學史研究的開拓者，在浙江高等工業學校創建了中國第一個化學工程系。創建中央研究院化學研究所並任所長

(1928)
- 蕭蔭堂，哈佛大学數學讲座教授及前數學系主任，哥廷根科学院通讯院士、美国文理科学院院士、美国国家科学院院士、中国科学院外籍院士、中央研究院院士
- 韋鈺，东南大学教授，著名电子学家、教育学家，中国工程院院士
- 林淸河，台灣輔仁大学數學系教授，明尼蘇達大學微分方程式博士
- 江博明，台湾大学地质科学系教授，台湾中央研究院地球科学研究所所长，美國明尼蘇達大學傑出華人校友
- 湯佩松，中國植物生理學的奠基人之一。第一屆中央研究院院士。中國科學院院士。中國科學院植物研究所名譽所長。中國植物學會第一任理事長
- 金善宝，被譽為「中國農業之父」，中國農科院院長，中國現代小麥科學主要奠基人
- 蔡旭，農學家，中國科學院院士，中國小麥雜交育種的開拓者
- 胡維碩，2005年美国化学学会Marvin J. Johnson微生物与生化科技奖得主
- 黃路生，中國動物遺傳育種學家，中國科學院院士
- 程惠贤，土壤生物化学知名學者
- 董大酉，中國建築師，曾任中國建築師學會會長
- 游本中，中央研究院資訊科學研究所特聘研究員兼任所長，電機電子工程師學會會士（Fellow，IEEE）
- 徐冠仁，著名核農学家。中国科学院学部委员（院士）。中国农业科学院原子能利用研究所名誉所长，中国原子能农学会荣誉理事长
- 塗治，中國科學院學部委員（院士），兼任中國農業科學院學術委員會委員。中國人民解放軍新疆八一農學院教授、院長
- 婁成後，中國植物生理學家，中國科學院院士
- 蒲蟄龍，中國昆蟲學家。曾任中山大學教授、生命科學學院院長。1980年當選為中國科學院院士
- 蔣麗金，知名化學家，中國科學院院士
- 朱雲漢，台灣中央研究院院士，台灣大學政治系教授，東亞政治經濟領域知名學者
- 鄧世安，台灣師範大學副教授，明尼蘇達大學歷史學博士，西洋史學史、西洋近代思想、英國史學者
- 郭新，著名華裔天文學家，香港大學理學院院長
- 賀斌，生物工程學家、神經生物學家，2009年—2010年IEEE生物醫學工程學會主席
- 王成椿，台灣物理學家，台灣原子能、太陽能先驅，台灣現代太陽能利用的奠基人
- 朱雲漢，台灣知名政治學者，現任台灣大學政治學系教授，中央研究院政治學研究所特聘研究員，蔣經國國際學術基金會執行長

## 科學與醫學界
- 克拉伦斯·沃尔顿·李拉海，美国心脏外科医生，心内直视手术的开创者
- 克里斯蒂安·巴納德，南非外科医生，世界上首例人类心脏移植手术的实施者
- 張德慈，中國植物遗传学家，亞洲绿色革命推動者
- 阿瑟·約翰·克朗奎斯特，美国植物学家，菊科专家，克朗奎斯特系统提出者
- 迪克·斯雷頓，美國第一批太空人（水星计划七人）之一
- 伍煒國，曾任美國太空總署噴射推進實驗室科技數學家
- 于重元，中華民國國家衛生研究院研究員，為國衛院籌備期間執行秘書及成立後主任秘書
- 陈宗禹，美国消化协会国际事务理事会负责人之一，美国顶级消化科医生，顶级消化医生团体 Minnesota Gastroenterology 首位华人执行董事，股东
- 洪瑞松，亞洲第一位完成經橈動脈冠狀動脈擴張術的心臟權威醫師
- 廖康雄，美国明尼苏达大学心胸外科终身副教授、心脏移植外科主任、心脏微创外科主任，2012年被评为美国最佳1%心胸外科医生称号
- 鄭隆賓，長庚醫院急診部部主任，器官移植團隊主任，一般外科科主任，中國醫藥大學附設醫院外科部部長，器官移植中心院長，附設醫院院長
- 李伯璋，行政院衛生署台南醫院院長，國立成功大學醫學院外科學科教授，財團法人器官捐贈移植登錄中心董事長
- 紀歐惠曾任埔里基督教醫院第三任院長，為第一屆醫療奉獻奬得主，並由李登輝總統頒授紫色大綬景星勳章
- 李孟智，台中醫院院長，中山醫學大學醫學研究所教授兼所長
- 柯承恩，曾任臺灣大學管理學院第六任院長，中華經濟研究院院長及董事長，台灣大學管理學院會計系教授及現任名譽教授

## 藝文娛樂與媒體界
- 趙寧，台灣散文作家、學者、電視節目主持人、電台節目主持人
- 巴布·狄倫（肄業），美國唱作人，民謠歌手，音樂家，詩人
- 雅尼，世界著名的新世纪音乐作曲家和键盘演奏家
- 石永貴，台灣電視公司總經理，《中央日報》發行人兼社長，中國電視公司總經理
- 林和立，香港中國事務記者及評論人，曾經擔任《南華早報》中國版記者、編輯以及副總編輯。香港中文大學歷史系講座教授
- 練乙錚，曾任香港科技大學商學院副院長，並為該校首屆最傑出教學獎得主